# Frederik Backaert
Frederik Backaert, né le 13 mars 1990 à Gand, est un coureur cycliste belge, professionnel entre 2014 et 2021.

## Biographie
En 2013, Frederik Backaert est membre de l'EFC-Omega Pharma-Quick Step, réserve de l'équipe professionnelle Omega Pharma-Quick Step. Il est notamment champion de Flandre-Orientale sur route, vainqueur des Trois jours de Cherbourg et d'étapes du Tour de la province de Liège durant cette saison.
Il devient professionnel l'année suivante au sein de l'équipe Wanty-Groupe Gobert. Il obtient sa première victoire en 2016, en remportant la septième étape du Tour d'Autriche. 
En 2017, Wanty-Groupe Gobert ayant obtenu une invitation pour disputer le Tour de France, il dispute pour la première fois cette course, comme ses huit coéquipiers.
En août 2019, il termine onzième du Grand Prix de la ville de Zottegem.
Frederik Backaert arrête sa carrière professionnelle à la fin de l’année 2021.

## Palmarès et résultats

### Palmarès amateur
- 2008
  - 3e étape de l'Étoile des Ardennes flamandes
- 2012
  - 5e étape du Tour de la province de Liège
  - Grand Prix de Momignies
  - 3e du Mémorial Henri Garnier
  - 3e de la Liedekerkse Pijl
- 2013
  - Champion de Flandre-Orientale sur route
  - 2e et 5e étapes du Tour de la province de Liège
  - Trois Jours de Cherbourg :
    - Classement général
    - 1re étape

  - 2e du Triptyque ardennais
  - 2e du Tour de la province de Liège

### Palmarès professionnel
- 2016
  - 7e étape du Tour d'Autriche
- 2017
  - 2e du Tro Bro Leon

### Résultats sur les grands tours

#### Tour de France
2 participations
- 2017 : 132e
- 2019 : 120e

### Classements mondiaux
| Année                                 | 2014 | 2015 | 2016 | 2017 | 2018 | 2019 | 2020  | 2021  |
| ------------------------------------- | ---- | ---- | ---- | ---- | ---- | ---- | ----- | ----- |
| Classement mondial                    |      |      | 799e | 185e | 422e | 421e | 1971e | 2123e |
| UCI Europe Tour                       | 675e | 238e | 807e | 105e | 368e | 334e | 1439e | 1441e |
|                                       |      |      |      |      |      |      |       |       |
| Légende : nc = non classéSource : UCI |      |      |      |      |      |      |       |       |